# Horns (Film)
Horns ist ein Horror-Drama aus dem Jahre 2013, welches auch Elemente eines Thrillers und einer Komödie aufweist. Die Literaturverfilmung basiert auf dem Roman Horns (deutscher Titel: Teufelszeug) von Joe Hill. Die Hauptrolle übernahm Daniel Radcliffe. Produzent und Regisseur des Films ist Alexandre Aja.
Die Weltpremiere feierte der Film beim Toronto International Film Festival 2014. Er lief am 31. Oktober 2014 in den Vereinigten Staaten, Kanada und dem Vereinigten Königreich, am 6. August 2015 auch in den deutschen Kinos an.

## Handlung
Dem 26-jährigen Ignatius „Ig“ Perrish wird vorgeworfen, seine Freundin Merrin, die tot im Wald aufgefunden wurde, vergewaltigt und ermordet zu haben. Igs Behauptung, er sei unschuldig, glauben nur wenige. Permanent wird er von Kamerateams verfolgt, und selbst seine Eltern zweifeln an Igs Unschuld. Lediglich sein Bruder Terry und sein bester Freund Lee wollen ihm helfen. Eines Morgens erwacht er mit Hörnern auf der Stirn aus dem Schlaf. Außerdem offenbaren ihm die Menschen in seinem Umfeld all ihre tiefsten Geheimnisse, ihren Hass und ihre Sünden. Mit dieser Gabe versucht er, den wahren Mörder seiner Freundin zu finden. Dabei entdeckt er, dass viele Menschen in seinem Umfeld etwas damit zu tun haben könnten.
Ig rekapituliert wiederholt den Moment, in dem er Merrin zuletzt lebend gesehen hat. Er wollte um Merrins Hand anhalten, was diese scheinbar bereits erwartete. Sie gab vor, ihn für eine Heirat nicht stark genug zu lieben, und beendete bei diesem Treffen in einem Diner ihre Beziehung. Ig warf ihr vor, eine Affäre zu haben, und verließ das Diner. Merrin wurde beim Verlassen des Diners wenig später von Terry angetroffen, welcher sie tröstete und mit dem Auto nach Hause fuhr. Ig verdächtigt daher Terry, Merrins Mörder zu sein, nachdem dieser gesteht, in sie verliebt gewesen zu sein. Später findet Ig jedoch heraus, dass Merrin von seinem besten Freund Lee vergewaltigt wurde, da sie dessen Gefühle nicht erwidert hatte. Zudem erfährt er, dass Merrin ihn weiterhin liebte, aber schwer krank war und wollte, dass Ig ohne sie weiterlebt, da sie bald sterben würde.
Ig führt Lee zu der Stelle, an der Merrin starb, und dieser gesteht in Anwesenheit von Terry und dem Polizisten Eric den Mord. Lee tötet Eric und verwundet Terry und Ig schwer. Ig verwandelt sich vor Lees Augen in einen Dämon und tötet ihn. Er stirbt kurz darauf an den ihm von Lee zugefügten Verletzungen.

## Rezeption

### Kritiken
Bei Rotten Tomatoes erhielt Horns bei den Kritikern 43 Prozent, von den Zuschauern erhielt er 49 Prozent positive Kritiken. Bei Moviepilot erhielt der Film von den Kritikern im Durchschnitt 6,6 von 10 Punkten und bei der Internet Movie Database 6,5 von 10 Punkten.

### Einspielergebnis
Der Film konnte weltweit rund 3,9 Millionen US-Dollar einspielen.